# Policarpa Salavarrieta
Vous lisez un « bon article » labellisé en 2011.
Policarpa Salavarrieta Ríos  (ou Policarpa Salabarrieta Ríos), née le 26 janvier 1795 à Guaduas et morte le 14 novembre 1817 à Santa Fe de Bogotá, est une héroïne de la résistance colombienne face à la reconquête espagnole de la Nouvelle-Grenade. Elle consacre sa courte vie à la cause de la révolution en vue de libérer la Colombie de la domination espagnole. Également connue sous le nom de La Pola, elle est fusillée sur la place publique de Santa Fé de Bogotá lors de la Reconquête espagnole après avoir été capturée par les royalistes espagnols.
Considérée comme la femme la plus représentative de l'indépendance en Colombie par de nombreux historiens de cette période, Policarpa Salavarrieta Ríos se rallie à la cause d'Antonio Nariño, l'un des chefs militaires du mouvement indépendantiste, et devient espionne à Santa Fé de Bogotá. Elle recueille des informations aussi bien sur les lieux publics que dans les maisons de royalistes espagnols où elle travaille en tant que couturière. Elle transmet ensuite ces données à des femmes qui les communiquent aux soldats combattant au front. Policarpa Salavarrieta permet également à certains soldats de déserter de l'armée royale pour rejoindre le mouvement révolutionnaire et, par ailleurs, transporte des armes et diverses fournitures aux insurgés.
Elle est finalement arrêtée et exécutée le 14 novembre 1817. Elle marque les esprits par ses propos avant d'être fusillée, incitant le peuple colombien à se rebeller face à l'oppression espagnole. En l'honneur des actions héroïques de cette jeune femme, le président Carlos Lleras Restrepo ratifie la loi 44 du 8 novembre 1967, le 14 novembre devenant ainsi la « Journée de la femme colombienne ».

## Biographie

### Date et lieu de naissance

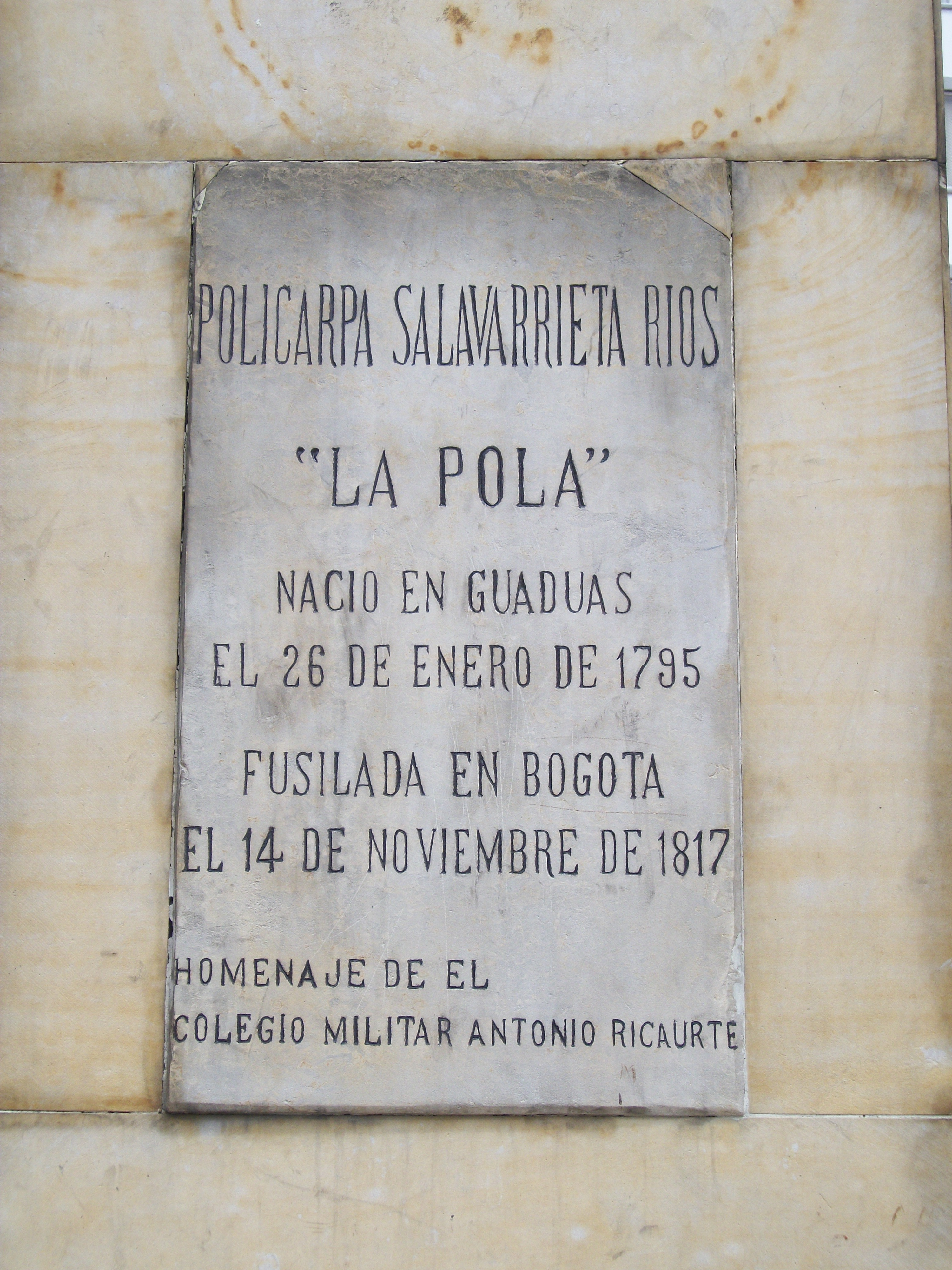
Plaque du monument La Pola à Bogota.

Malgré la popularité de Policarpa Salavarrieta, très peu d'éléments de son existence sont connus hormis les derniers jours avant sa mort. Le certificat de naissance de Policarpa n'ayant jamais été retrouvé, son nom légal donné à la naissance est inconnu. Son père, Joaquín Salavarrieta, parlait d'elle sous le nom de « Polonia » dans son testament. Salvador Contreras, le prêtre qui a formalisé ce document le 13 décembre 1802, a confirmé cette information. Bibiano, qui était très proche d'elle, appelait sa sœur « Policarpa ». Quant à ses frères d'armes, tels que les frères Almeyda, José Caballero ou José Hilario López, ils la surnommaient « La Pola ».
La date et le lieu de naissance de La Pola sont également sujets à polémique en l'absence de documents officiels. Policarpa est le cinquième des neuf enfants (dont la troisième et dernière fille) de Joaquín Salavarrieta et Mariana de Ríos, mariés le 16 septembre 1786 à Moniquirá dans le département de Boyacá,. La version populaire veut qu'elle soit née dans la municipalité de Guaduas, Cundinamarca, entre 1790 et 1796. Cependant, le poète colombien Rafael Pombo a affirmé qu'elle était née à Mariquita, tandis que José Caicedo Rojas défendait la thèse de la naissance de Policarpa à Bogota.
Selon le tome XII du Bulletin de l'Histoire et des antiquités (Boletín de Historia y Antigüedades), ses frères et sœurs étaient :
- María Ignacia Clara, née dans la paroisse de San Miguel de Guaduas le 12 août 1789 ;
- José María de los Angeles, né à Guaduas le 1er août 1790 et qui devint un frère augustin ;
- Catarina, née à Guaduas en 1791 ;
- Eduardo, né à Guaduas le 3 novembre 1792 ;
- Manuel, né le 26 mai 1796 à Guaduas et qui devint également un frère augustin ;
- Francisco Antonio, baptisé dans la paroisse de Santa Bárbara le 26 septembre 1798 ;
- Ramón, né à Bogotá en 1800 ;
- Vicente Bibiano María, né à Bogotá en 1801.

Ainsi, selon cette source, elle serait née entre ses deux frères devenus religieux, José María de los Angeles et Manuel, ce qui correspondrait à la période comprise entre 1791 et 1796. En 1910, l'Académie colombienne d'histoire définit Guaduas comme étant la ville natale de Policarpa sur la base de témoignages recueillis par l'historien et général d'armée Joaquín Acosta. Dans une tentative de concilier les divergences, cette même académie prend une décision finale le 10 septembre 1991 quant à la date et au lieu de naissance de Policarpa, optant en faveur du 26 janvier 1795 et de Guaduas en Colombie (alors appelée Vice-royauté de Nouvelle-Grenade).

### Jeunesse

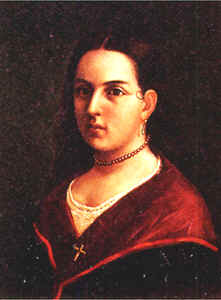
Aquarelle de José María Espinosa Prieto.

Policarpa grandit dans une famille riche mais qui n'a pas le statut de noble. Son père, originaire de Socorro et qui a participé à la révolte des Comuneros en 1781, est négociant dans l'agriculture et le commerce, possédant également un magasin à Guaduas. En 1798, la famille Salavarrieta Ríos quitte la maison de Guacuas, qui est aujourd'hui un musée, pour aller emménager dans le barrio (le « quartier ») de Santa Bárbara à Santa Fe de Bogota, où naissent les deux derniers enfants, Francisco Antonio et Vicente Bibiano María.
En 1802, alors que Policarpa a tout juste sept ans, ses parents sont emportés par une épidémie de variole à Santa Fé de Bogotá. Mariana Ríos décède le 14 août 1802 et Joaquín Salavarrieta le 7 septembre de la même année,. Deux de leurs enfants, Eduardo et María Ignacia Clara, décèdent également de la variole durant cette période. Ils sont probablement morts avant leur père, leurs noms ne figurant pas sur le testament rédigé par Joaquín Salavarrieta le 4 septembre 1802. Policarpa et son frère Bibiano, alors âgé de moins d'un an, sont par la suite envoyés par leur sœur aînée, Catarina, à Guaduas pour leur sécurité. Tous trois vont ainsi aller vivre chez Margarita Beltrán, la marraine de Catarina. Quant aux quatre autres enfants survivants, José María et Manuel décident de rejoindre la communauté augustinienne alors que Ramón et Antonio Francisco partent travailler dans une ferme située à Tena,.
Margarita Beltrán fait rentrer Policarpa à l'école du Convento de la Soledad (le « Couvent de la Solitude ») de Guaduas et où elle apprend à lire et à écrire. Elle y étudie également la doctrine et l'histoire espagnole et apprend à jouer de la guitare et à chanter. La marraine de Catarina révèle à la jeune fille que son père a participé à la révolte des Comuneros de Socorro en 1781. Dès lors, Policarpa s'intéresse à la liberté des peuples et, ainsi, se renseigne sur la Révolution française ou encore sur la Déclaration des droits de l'Homme.
Alors que Policarpa est adolescente, elle fait la connaissance des frères Leandro et Alejo Sabaraín qui habitent avec leur père Joaquín Sabaraín à Mariquita. La jeune fille et Alejo tombent amoureux l'un de l'autre et pensent se marier en 1810 mais les évènements révolutionnaires qui secouent le pays les en empêchent.

### Activité politique

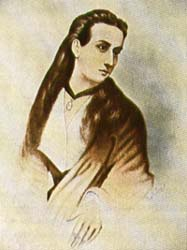
La heroina Policarpa Salavarrieta (1920), photogravure réalisée par Lino Lara S. et publiée dans El Gráfico.

Lorsque son fiancé, Alejo Sabaraín, part à Santa Fé de Bogotá avec les troupes des libérateurs, Policarpa décide de l'accompagner. En 1812, elle travaille dans la capitale comme bonne d'enfant et couturière dans la maison de María Matea Martínez de Zaldúa. C'est durant cette période qu'elle se rallie à la cause d'Antonio Nariño, l'un des chefs militaires du mouvement d'indépendance en Colombie. Nariño avait le soutien inconditionnel des Augustins et, grâce à ses deux frères rentrés dans cette communauté quelques années auparavant et qui admirent ce militaire, Policarpa peut connaître en détail les mouvements des troupes défendant la ville. Les fédéralistes Baraya et Ricaurte ainsi que le congrès de Tunja déclarent par la suite la guerre à Antonio Nariño qui dirige le Cundinamarca. Ce dernier part le 26 novembre 1812 vers Tunja à la tête de l'armée qu'il avait précédemment créée à Santa Fé de Bogotá. Les deux troupes s'affrontent à Ventaquemada où Nariño, battu, se voit obligé de revenir le lendemain à Santa Fé de Bogotá avec le peu d'hommes qui lui restent.
Grâce à son travail dans plusieurs familles de la haute société, La Pola parvient à obtenir des informations sur les actions des Espagnols qu'elle communique ensuite aux patriotes. Tandis que Sabaraín se fait remarquer par ses actions héroïques durant la campagne de Carthagène, la jeune femme s'occupe de l'élaboration des casaques, des capes et des uniformes ainsi que du nettoyage des armes et de l'élaboration des repas.
Policarpa retourne à Guaduas à la fin de l'année 1813 où elle se consacre à l'enseignement. Alors que les montagnes de Guaduas deviennent un lieu de refuge important pour les républicains échappant au régime de la terreur imposé par Juan de Sámano, Policarpa rejoint le groupe de résistants « La niebla » (« Le brouillard ») formé par les frères Ambrosio et Vicente Almeida. Dans sa ville natale, elle forme un réseau d’espionnage. Elle recueille ainsi des informations dans la rue et les lieux publics tels que les églises ou les marchés qu'elle transmet ensuite à des prisonniers républicains lors de visites dans les prisons sous prétexte de leur apporter de la nourriture.
En décembre 1816, le colonel des troupes patriotes, José Ignacio Rodríguez surnommé El Mosca (« la mouche »), est envoyé par les frères Vicente et Ambrosio Almeyda voir Policarpa afin de lui proposer d'être espionne à Santa Fé de Bogotá pour servir la patrie. Rodríguez fournit à la jeune femme un faux passeport du nom de Gregoria Apolinaria. Bogotá étant le bastion de la Reconquista et où la majorité de la population était composée de royalistes espagnols depuis la prise de la ville par Pablo Morillo, il est très difficile d'entrer et de sortir de la cité. Policarpa et son frère Bibiano parviennent à y pénétrer avec de faux documents et une lettre d'introduction rédigée par Ambrosio Almeyda et José Ignacio Rodríguez, deux dirigeants révolutionnaires. Ceux-ci recommandent à Policarpa et à son frère de rester dans la maison d'Andrea Ricaurte de Lozano, avec, comme couverture, un travail de domestique. De fait, la maison d'Andrea Ricaurte, située dans la rue no 10, à proximité de l'ancienne Plaza de Egipto (Place de l'Égypte), est un centre de collecte de renseignements pour la résistance au sein de la capitale colombienne. En effet, de nombreuses femmes y ont travaillé afin de contribuer au mouvement pour l'indépendance de la Colombie. La Pola transmet ainsi ses informations à des femmes qui les communiquent ensuite aux soldats situés sur le champ de bataille, lors de rassemblements entre patriotes.
À Guaduas, Policarpa est connue comme étant une révolutionnaire. N'étant pas connue à Bogotá, elle peut se déplacer librement et rencontrer d'autres patriotes et espions insoupçonnés. Elle peut également s'infiltrer dans les maisons des royalistes. Offrant ses services en tant que couturière pour les épouses et les filles des royalistes et des officiers, Policarpa écoute leurs conversations, recueillant des renseignements sur leurs plans d'action, identifiant les principaux soutiens du régime et découvrant les noms des personnes soupçonnées d'être révolutionnaires. Par ailleurs, avec l'aide de son frère, Policarpa rallie secrètement des jeunes à la cause indépendantiste. Ils contribuent ainsi à augmenter le nombre de soldats dont l'insurrection de Cundinamarca a désespérément besoin.

### Arrestation

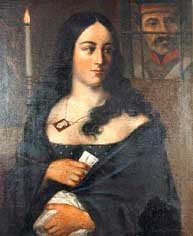
La Pola en capilla (1857), par José María Espinosa Prieto.

Les opérations de Policarpa se déroulent discrètement et sans heurts jusqu'à ce que les frères Almeyda soient surpris en train de fournir des informations aux insurgés à l'extérieur de Bogota, informations qui relient La Pola directement à la Révolution. Les frères Almeyda et La Pola ont aidé certains soldats à déserter l'Armée Royale et à rejoindre le mouvement révolutionnaire. Ils ont également transporté des armes, des munitions et des fournitures pour les insurgés.
Lors de l'automne 1817, une serveuse, qui connaît Policarpa et Bibiano, dénonce le jeune homme au sergent Iglesias, le principal officier espagnol à Bogotá, qui traque Policarpa depuis plusieurs semaines. Après avoir suivi Bibiano jusqu'à la maison d'Andrea Ricaurte de Lozano, l'officier décide de revenir durant la nuit, accompagné d'une troupe de soldats. Ils arrêtent Policarpa Salavarrieta et son frère Bibiano ainsi qu'Andrea Ricaurte qui parvient cependant à détruire diverses preuves incriminant La Pola et d'autres personnes, telles que des lettres de patriotes et de chefs de guérillas, le nom de gens donnant de l'argent pour permettre des évasions ou des informations récupérées sur les actions de l'armée espagnole.
Andrea Ricaurte, qui est enceinte, est finalement relâchée mais Policarpa et son frère sont emmenés pour être interrogés au Colegio Mayor de Nuestra Señora del Rosario qui avait été transformé en prison de fortune. Dès lors, les royalistes la soupçonnent de trahison mais ils n'ont pas encore de preuves suffisamment solides pour accuser une couturière d'espionnage et de trahison. C'est finalement l'arrestation d'Alejo Sabaraín qui permet aux royalistes d'arrêter La Pola. En effet, il est appréhendé alors qu'il a en sa possession une liste de royalistes et de patriotes que lui a fournie et signée Policarpa Salavarrieta.

### Jugement et exécution

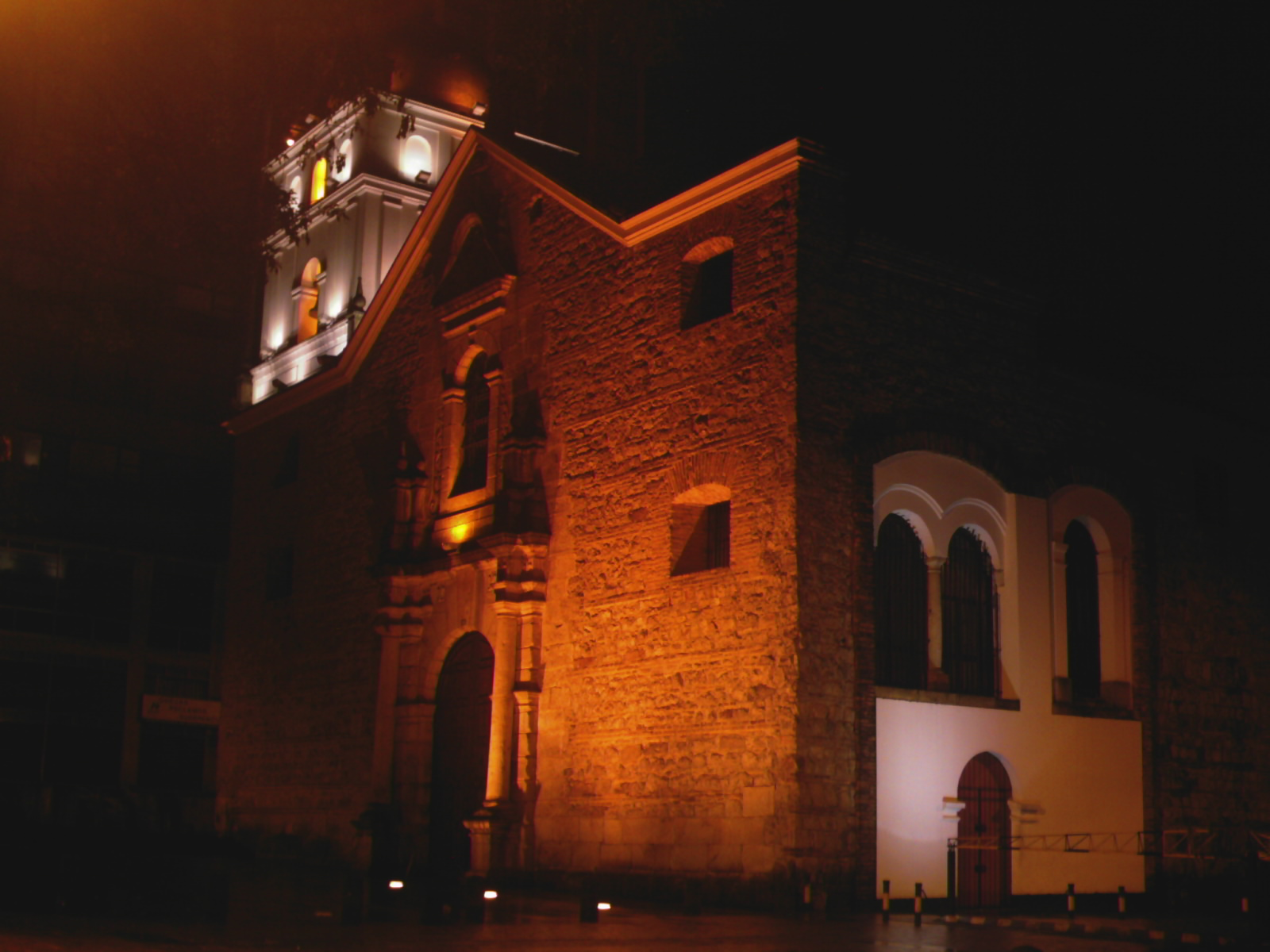
Église de San Agustín, La Candelaria, Bogota.

Le 10 novembre 1817, le Conseil de Guerre se réunit pour juger les rebelles. Le procès militaire de La Pola est expéditif, la jeune femme ne compromettant personne lors de ses déclarations. Elle est aussi parvenue à prévenir ses compagnons d'armes pour qu'ils puissent détruire toutes les preuves avant son arrestation. Le Conseil condamne Policarpa Salavarrieta, Alejo Sabaraín et sept autres prisonniers au peloton d'exécution. L'exécution est fixée au 14 novembre, à 9 heures du matin, sur la Plaza Mayor (l'actuelle Plaza de Bolívar) de Santa Fé de Bogotá.
La légende veut que La Pola, tout au long de la nuit précédant son exécution, ait maudit les Espagnols. Sur le chemin la menant au peloton d'exécution, et alors qu'elle s'arrête, fatiguée et assoiffée, un des gardes lui offre un verre de vin. Mais elle le refuse, déclarant : « Je ne l'accepte pas des mains d'un tyran ! ». Lorsqu'elle est conduite au lieu de son exécution, les mains liées, La Pola est accompagnée de deux prêtres et d'un garde. Au lieu de répéter les prières que les religieux récitent, elle maudit les Espagnols et prédit leur défaite future lors de la Révolution. Elle invective également la population : « Pueblo de Santafé ¿cómo permites que muera una paisana vuestra e inocente? Muero por defender los derechos de mi patria. Dios Eterno, ved esta justicia. » (« Peuple de Santa Fé, comment pouvez-vous permettre que meure une paysanne qui est des vôtres et innocente ? Je meurs pour défendre les droits de ma patrie. Dieu éternel, voyez cette justice. »).
Alors qu'elle est sur l'échafaud, elle demande à mourir à genoux, une position plus digne pour une femme. Avant de mourir, elle prononce une phrase restée dans la mémoire du peuple colombien : « ¡Pueblo indolente! ¡Cuán distinta sería hoy vuestra suerte si conocierais el precio de la libertad! Pero no es tarde. Ved que, mujer y joven, me sobra valor para sufrir la muerte y mil muertes más. ¡No olvidéis este ejemplo! » (« Peuple indolent ! Quelle serait votre chance aujourd’hui si vous connaissiez le prix de la liberté ! Mais il n’est pas trop tard. Voyez que, femme et jeune, je peux endurer la mort et mille morts de plus. N’oubliez pas cet exemple ! »).
Comme le voulait la coutume, les organes d'Alejo et des sept autres prisonniers ont été exhibés et exposés dans les rues de Bogotá, afin d'effrayer les révolutionnaires. Seule la dépouille de Policarpa, qui était une femme, échappa à ce sort. Les frères augustins de La Pola, José María de los Angeles et Manuel Salavarrieta, réclamèrent le corps afin de lui donner une sépulture chrétienne dans le couvent de l'église de San Agustín, dans le quartier de La Candelaria. L'exécution de Policarpa, qui n'était qu'une jeune femme, pour un crime politique, a ému la population colombienne et a ainsi permis une plus grande résistance face au régime imposé par Juan de Sámano.
Plus de soixante-dix ans après la mort de La Pola, en vertu de la loi 15 du 2 octobre 1894, signée par le président Miguel Antonio Caro, 10 000 pesos ont été attribués pour ériger un monument dans la ville de Guaduas en l'honneur de Policarpa Salavarrieta. Miguel Antonio Caro a déclaré à cette occasion que « la mémoire de cette martyre de la liberté doit être perpétuée aux générations futures comme un exemple de vrai patriotisme et de sacrifice plus désintéressé et fructueux pour la cause de la République ».

## Commémorations

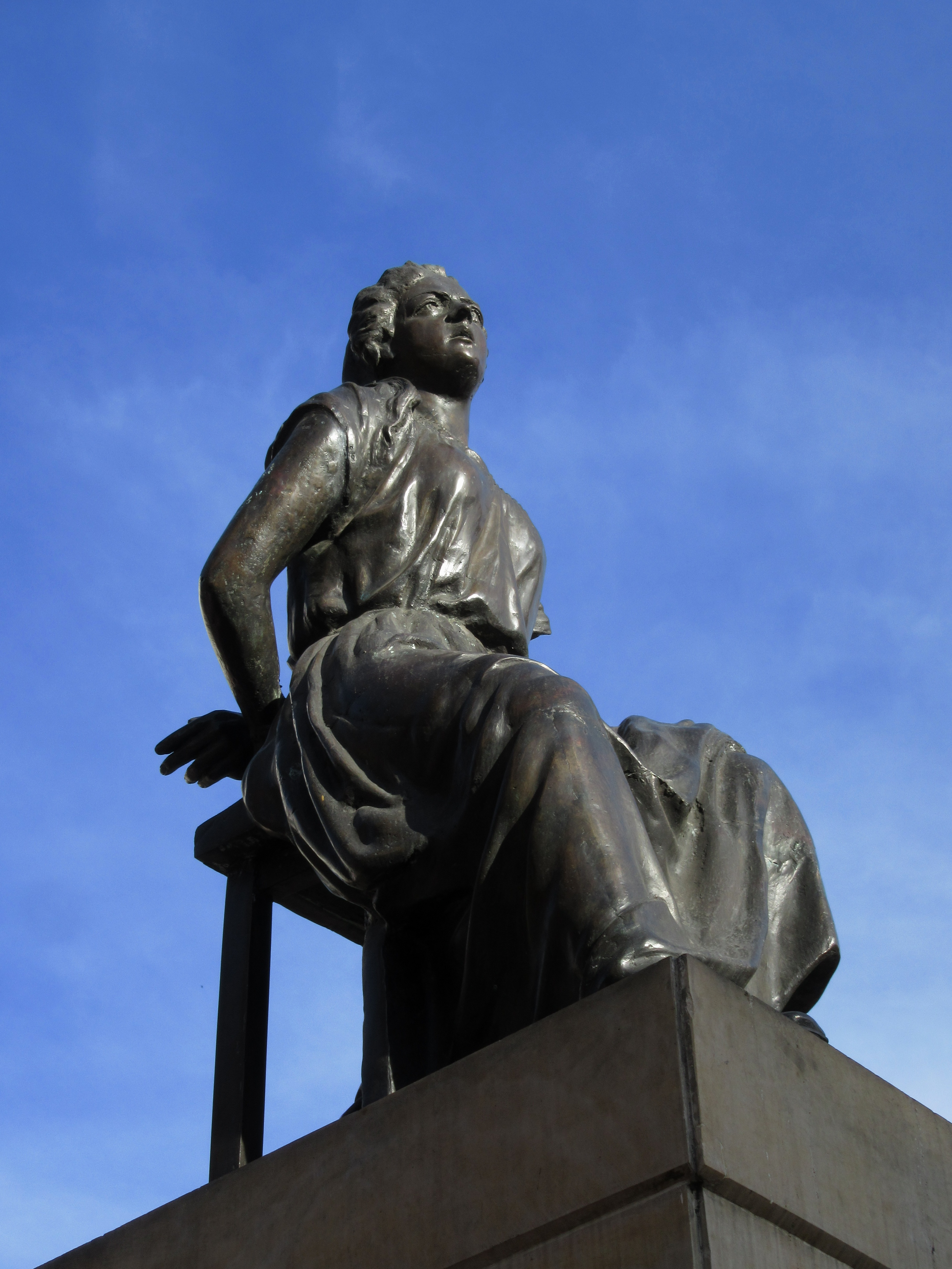
Sculpture de La Pola dans le district de La Candelaria à Bogota.

Outre le fait qu'une municipalité du département de Nariño porte le nom de Policarpa en l'honneur de la jeune femme, nombreux sont les faits politiques, culturels ou artistiques démontrant l'importance de La Pola dans la culture colombienne.
De nombreux historiens de cette période considèrent que Policarpa Salavarrieta est la femme la plus représentative de la Révolution. En son temps, l'exécution d'une jeune femme pour un crime politique a fait réagir la population et a créé une forte résistance contre le règne de terreur imposé par Juan de Sámano. Bien que de nombreuses femmes aient également été tuées durant l'occupation espagnole, le cas de La Pola a stimulé l'imagination populaire. Sa mort a ainsi inspiré plusieurs poètes, écrivains et dramaturges qui ont immortalisé son histoire, toujours en soulignant son courage. On peut par exemple citer la nouvelle parue en 1999 Yo, Policarpa de Flor Romero (es), écrivaine et journaliste colombienne.
En décembre 1911, afin de célébrer le premier centenaire de l'indépendance de la Colombie, la brasserie Bavaria lance sur le marché une bière nommée « La Pola » en l'honneur de Policarpa Salavarrieta.
Par ailleurs, le 8 novembre 1967, la loi 44 a été adoptée par le Congrès de la République de Colombie et signée par le président Carlos Lleras Restrepo qui a déclaré dans son deuxième article que le 14 novembre serait désormais la « Journée de la femme colombienne » en l'honneur de l'anniversaire de la mort de Policarpa Salavarrieta. L'« Ordre Policarpa Salavarrieta » est instauré en 1992 afin de rendre hommage à certaines femmes pour leurs mérites et services rendus à la société colombienne.
Le 13 septembre 2010, RCN Televisión a lancé une telenovela colombienne intitulée La Pola, qui est une adaptation de la vie politique et amoureuse de Policarpa Salavarrieta. Ce téléfilm a été dirigé par Sergio Cabrera. Le rôle de La Pola a été joué par les actrices Ana María Estupiñán pour la période de son adolescence et Carolina Ramírez lorsqu'elle est adulte. Cette adaptation sur petit écran de la vie de Policarpa Salavarrieta est critiquée par les historiens, plusieurs incohérences historiques étant relevées.
L'image de Policarpa a également été utilisée plusieurs fois sur des pièces de monnaie et des billets colombiens. Elle est la seule personnalité historique féminine à y figurer. En effet, bien que d'autres figures féminines soient présentes, elles sont symboliques ou mythologiques puisqu'elles représentent la justice, la liberté, une indigène anonyme native d'Amérique, et plus récemment, la protagoniste de María, le roman de Jorge Isaacs.
Pour célébrer le centième anniversaire de l'indépendance de la Colombie en 1910, le gouvernement colombien a publié une série de timbres mettant en vedette certains héros de l'indépendance tels que Policarpa Salavarrieta, Simón Bolívar, Francisco de Paula Santander, Antonio Nariño et Camilo Torres Tenorio,. Le 12 septembre 2011, à l'occasion du bicentenaire de l'indépendance de la Colombie, un feuillet de dix timbres postaux est édité par la poste colombienne. Il représente diverses héroïnes de l'Indépendance. Outre Policarpa Salavarrieta qui est représentée sur un timbre de 1 500 pesos, Manuela Beltrán Archila, Manuela Cañizares, Manuela Sanz de Santamaria, Antonia Santos, Matilde Anaray, Juana Velasco Gallo, Simona Amaya, Simona Duque de Alzate et Manuela Sáenz de Thorne y ont également un timbre à leur effigie.

Monnaie et timbre à l'effigie de La Pola.
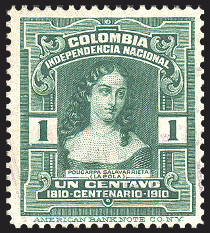
Timbre d'un centavo (1910).

### Ouvrages utilisés
- (es) Beatriz Helena Robledo, Viva la Pola, Mairie de Bogotá - Ministère de la culture, du loisir et du sport - Ministère de l'Éducation - Fondation Gilberto Alzate Avendaño, 2009, 92 p. (lire en ligne)

1. ↑  p. 14.
2. ↑  p. 18.
3. ↑  p. 32.
4. ↑  p. 31.
5. 1 2  p. 74-75.
6. ↑  p. 66.

- (en) Jerome R. Adams, Notable Latin American women : Twenty-nine leaders, rebels, poets, battlers, and spies, 1500-1900, Editions McFarland, 1995, 191 p. (ISBN 978-0-7864-0022-5, lire en ligne)

1. 1 2  p. 76.
2. 1 2  p. 79.
3. 1 2  p. 80.

### Autres références
- (en) Cet article est partiellement ou en totalité issu de l’article de Wikipédia en anglais intitulé « Policarpa Salavarrieta » (voir la liste des auteurs).

1. 1 2 3 4 5 6 7 8 9 10 11 12 13 14 15  (es) Castro Carvajal Beatriz, « Fiche bibliographique de Policarpa Salavarrieta (à partir de la revue Credencial Historia, n° 73, janvier 1996) », Bibliothèque Luis Ángel Arango, 2005 (consulté le 28 janvier 2011)
2. 1 2 3  (es) Bibliothèque Luis Ángel Arango, « Chronologie de Policarpa Salavarrieta » (consulté le 27 janvier 2011)
3. ↑  (es) Sonia J. Estupiñan Andrade, « La Pola, une date de naissance incertaine », sur El Tiempo, 4 mai 1996 (consulté le 23 février 2011)
4. 1 2 3 4 5 6  (es) « Bibliographie de Policarpa Salavarrieta », Biografías y Vidas (consulté le 28 janvier 2011)
5. 1 2 3  (es) Musée National de Colombie, « Policarpa 200 », sur Museo Nacional de Colombia, 28 février 1996 (consulté le 16 février 2011).
6. 1 2 3 4 5 6  (es) Mercedes Solano Plazas, « Policarpa Salavarrieta : la heroína que con su muerte impulsó la insurrección », 2010 (consulté le 7 février 2011)
7. ↑  (es) « Catalogue des œuvres de l'exposition Policarpa 200 », Bibliothèque Luis Ángel Arango (consulté le 23 février 2011)
8. 1 2 3 4  (es) Pedro María Ibañez, « Chroniques de Bogotá, Tome III », sur Biblioteca Luis Angel Arango, 1854-1919 (consulté le 16 février 2011)
9. 1 2  (en) Catherine Davies, Claire Brewster et Hilary Owen, South American independence : gender, politics, text (Volume 7 de Liverpool Latin American studies), Liverpool, Liverpool University Press, 2006, 321 p. (ISBN 978-1-84631-027-0, lire en ligne), p. 150
10. 1 2  (es) « Policarpa Salavarrieta », Bicentenario de la Américas (consulté le 14 février 2011)
11. ↑  (es) Jesús María Henao et Gerardo Arrubla, Historia de Colombia para la enseñanza secundaria, Librería Colombiana, C. Roldán & Tamayo, 1820, 3e éd., 592 p., p. 356
12. ↑  (es) « Y qué guapa está », El Tiempo, 31 mars 1996 (consulté le 26 février 2011)
13. ↑  (en) Marysa Navarro, Virginia Sánchez Korrol et Kecia Ali, Women in Latin America and the Caribbean : restoring women to history, Indiana University Press, 1999, 128 p. (ISBN 978-0-253-21307-5, lire en ligne)
14. ↑  (es) « Biographie de Flor Romero » (consulté le 13 février 2011)
15. ↑  (es) Portafolio.com.co, « Bavaria célèbre ses 120 ans d'histoire le 4 avril », 2009 (consulté le 13 février 2011)
16. ↑  (es) Congrès de la République de Colombie, « Loi 44 de 1967 », 1967 (consulté le 5 février 2011)
17. ↑  (es) Martha Lucía Vásquez Zawadzky, « Les femmes dans le développement de la Colombie », 2003 (consulté le 5 février 2011)
18. ↑  (es) « Les femmes, le pays et le monde », Semana.com, 15 mai 1995 (consulté le 15 mars 2011)
19. ↑  (es) « Mangos en el triunfo, gallina en manta, vallenatos en... », El Tiempo.com, 12 novembre 1994 (consulté le 15 mars 2011)
20. ↑  (es) « La Pola », RCN Televisión (consulté le 26 février 2011)
21. ↑  (es) « Inconsistencias históricas en la novela de RCN sobre 'La Pola', causa polémica entre historiadores », El Tiempo, 18 septembre 2010 (consulté le 13 mars 2011)
22. ↑  (es) « Caractéristiques des billets et pièces de monnaie en Colombie », Banque de la République de Colombie (consulté le 23 février 2011)
23. ↑  (es) Luis Horacio López Domínguez, « Los sellos postales y las conmemoraciones de la independencia », Revista Credencial (consulté le 31 janvier 2011)
24. ↑  (en) James H. Lyons, The commemorative stamps of the world, The New England stamp company, 1914, 132 p.
25. ↑  « CO026.11, timbre à l'effigie de Policarpa Salavarrieta », sur Union postale universelle (consulté le 6 mai 2012)